# شاخه گل ۱
شاخه گل ۱ نام یک آلبوم موسیقی در سبک سنتی ایرانی باصدای غلام‌حسین بنان می‌باشد که توسط انتشارات ایران صدا منتشر شده‌است. این آلبوم، اولین آلبوم از مجموعه آلبوم شاخه گل بوده‌است. در این اثر اکبر محسنی و روح‌الله خالقی به عنوان آهنگ ساز حضور دارند. تصنیف معروف الهه ناز در این اثر به بازار آمده‌است.

## شرح اثر

### هنرمندان
- آواز: غلام‌حسین بنان
- آهنگ سازان: اکبر محسنی و روح‌الله خالقی

### فهرست آهنگ‌ها
1. الهه ناز (شعر از کریم فکور، آهنگ سازی اکبر محسنی، طول قطعه: ۲۶:۳۲)
2. می ناب (شعر حافظ شیرازی، آهنگ سازی روح‌الله خالقی، طول قطعه: ۱۲:۵۸)